# Кот при Преваљах
Кот при Преваљах (словен. Kot pri Prevaljah,   или Winkel) је насељено место у општини Преваље, Корушка регија, Словенија.

## Историја
До територијалне реорганизације у Словенији био је у саставу старе општине Равне на Корошкем.

## Становништво
У попису становништва из 2011. године, Кот при Преваљах је имао 134 становника.
| Број становника према пописима | Број становника према пописима | Број становника према пописима |
| ------------------------------ | ------------------------------ | ------------------------------ |
| 1991                           | 2002                           | 2011                           |
| 78                             | 144                            | 134                            |

Напомена: До 1955. исказивано под именом Кот. Године 1998. повећано за део насеља Уршља Гора (Равне на Корошкем).